# دتلف اوکرنت
دتلف اوکرنت (آلمانی: Detlef Okrent; ۲۶ اکتبر ۱۹۰۹ – ۲۴ ژانویهٔ ۱۹۸۳) بازیکن هاکی روی چمن اهل آلمان بود.